# Eleição municipal de Anápolis em 2016
A eleição municipal de Anápolis em 2016 ocorreu entre os dias 2 e 30 de outubro. O prefeito titular era João Gomes (PT), que tentou a reeleição. Roberto Naves (PTB) foi eleito prefeito em segundo turno, derrotando João Gomes (PT).

## Resultado da eleição

### Primeiro turno
| Candidato | Candidato                 | Vice              | №  | Coligação                                                                                    | Votos  | %     |
| --------- | ------------------------- | ----------------- | -- | -------------------------------------------------------------------------------------------- | ------ | ----- |
|           | João Gomes (PT)           | Eli Rosa          | 13 | ANÁPOLIS NO RUMO CERTO PT / PP / PRP / PMDB / PSB / PDT / PMN / PPL / PC do B / PR / PT do B | 53.988 | 29,92 |
|           | Roberto Naves (PTB)       | Pr Marcio Cándido | 14 | COMPETÊNCIA PARA INOVAR PTB / PSD / SD / PMB / PROS / REDE / PRB / PPS / PTN                 | 38.913 | 21,56 |
|           | Pedro Canedo (DEM)        | Miguel Marrula    | 25 | ANAPOLIS EU TE AMO DEM / PTC                                                                 | 27.544 | 15,26 |
|           | Valeriano (PSC)           | Teresa Cristina   | 20 | PSC                                                                                          | 23.520 | 13,03 |
|           | Radialista Carlos Antônio | Pr Elismar        | 45 | JUNTOS POR ANÁPOLIS PSDB / PHS / PSL / PEN / PRTB                                            | 19.788 | 10,97 |
|           | José de Lima (PV)         |                   | 43 | PV                                                                                           | 14.415 | 7,99  |
|           | Ernani de Paula (PSDC)    |                   | 27 | PSDC                                                                                         | 2.294  | 1,27  |

### Segundo turno
| Candidato | Candidato           | Vice              | №  | Coligação                                                                                    | Votos  | %     |
| --------- | ------------------- | ----------------- | -- | -------------------------------------------------------------------------------------------- | ------ | ----- |
|           | Roberto Naves (PTB) | Pr Márcio Cândido | 14 | COMPETÊNCIA PARA INOVAR PTB / PSD / SD / PMB / PROS / REDE / PRB / PPS / PTN                 | 88.730 | 51,23 |
|           | João Gomes (PT)     | Eli Rosa          | 13 | ANÁPOLIS NO RUMO CERTO PT / PP / PRP / PMDB / PSB / PDT / PMN / PPL / PC do B / PR / PT do B | 84.475 | 48,77 |